# Уйсоли (гміна)
Гміна Уйсоли (пол. Gmina Ujsoły) — сільська гміна у південній Польщі. Належить до Живецького повіту Сілезького воєводства.
Станом на 31 грудня 2011 у гміні проживало 4742 особи.

## Територія
Згідно з даними за 2007 рік площа гміни становила 109.95 км², у тому числі:
- орні землі: 25.00%
- ліси: 70.00%

Таким чином, площа гміни становить 10.57% площі повіту.

## Населення
Станом на 31 грудня 2011:
| Опис     | Загалом | Загалом | Чоловіки | Чоловіки | Жінки | Жінки |
| -------- | ------- | ------- | -------- | -------- | ----- | ----- |
| одиниця  | осіб    | %       | осіб     | %        | осіб  | %     |
| все      | 4742    | 100     | 2389     | 50.38    | 2353  | 49.62 |
| міське   | 0       | 100     | 0        |          | 0     |       |
| сільське | 4742    | 100     | 2389     | 50.38    | 2353  | 49.62 |

## Сусідні гміни
Гміна Уйсоли межує з такими гмінами: Венґерська Ґурка, Єлесня, Мілювка, Райча.